# آرزوتو بهم بگو
«آرزوتو بهم بگو» (کره‌ای: 소원을 말해봐; آوایی: 'Sowoneul malhaebwa') یا «غول چراغ جادو» تک‌آهنگی از گرلز جنریشن است. این تک‌آهنگ در ژوئن ۲۰۰۹ و در آلبوم چندآهنگه‌ای به همین نام منتشر شد. این آهنگ توسط دیزاین میوزیک، فریدولین نوردسو و یو یانگ جین ساخته شده و توسط یو یانگ‌جین نیز تهیه شده‌است. این آهنگ اولین همکاری گرلز جنریشن با آهنگسازان و تولیدکنندگان غربی است که بعدها آنها را همکاری بیشتر در موسیقی آتی نیز تشویق کرد.
از لحاظ موسیقی، «غول چراغ جادو» ژانر موسیقی گروه، یعنی بابلگام پاپ را ادامه داد. از نظر محتوا نیز، این آهنگ عناصر عشق و روابط را، در کنار تضمین کردن خواسته‌های شریک زندگی خود، مورد بحث قرار می‌دهد. این ترانه به‌طور کلی نظرات مثبتی از منتقدان موسیقی دریافت کرد، که بسیاری از آنان این ترانه را به عنوان یکی از برجسته‌ترین جلوه‌های آلبوم ذکر کردند. این تک‌آهنگ به خوبی درمیان مردم پذیرفته شد و در برنامه‌هایی مانند اینکی‌گایو و بانک موسیقی رتبهٔ اول را کسب کرد.

## لیست آهنگ
| نسخهٔ ژاپنی | نسخهٔ ژاپنی                        | نسخهٔ ژاپنی                 | نسخهٔ ژاپنی                                                                              | نسخهٔ ژاپنی |
| شماره      | نام                               | سراینده                    | آهنگساز                                                                                 | مدت        |
| ---------- | --------------------------------- | -------------------------- | --------------------------------------------------------------------------------------- | ---------- |
| ۱.         | «آرزوتو بهم بگو» (نسخه ژاپنی)     | یو یانگ-جین، کنتا ناکامورا | آن جودیت ویک، رابین جنسسن، رونی سوندنسن، نرمین هارامباسیچ، فریدولین نوردسو، یو یانگ-جین | ۳:۴۴       |
| ۲.         | «آرزوتو بهم بگو» (نسخه کره ای)    | یو یانگ جین                | آن جودیت ویک، رابین جنسسن، رونی سوندنسن، نرمین هارامباسیچ، فریدولین نوردسو، یو یانگ-جین | ۳:۴۹       |
| ۳.         | «آرزوتو بهم بگو» (بدون آواز اصلی) |                            | آن جودیت ویک، رابین جنسسن، رونی سوندنسن، نرمین هارامباسیچ، فریدولین نوردسو، یو یانگ-جین | ۳:۴۴       |
| مجموع مدت: | مجموع مدت:                        | مجموع مدت:                 | مجموع مدت:                                                                              | ۱۱:۱۷      |

| دی‌وی‌دی | دی‌وی‌دی                                     | دی‌وی‌دی |
| شماره  | نام                                        | مدت    |
| ------ | ------------------------------------------ | ------ |
| ۱.     | «آرزوتو بهم بگو» (نماهنگ)                  | nil    |
| ۲.     | «Genie» (نماهنگ - نسخه رقص) (فقط فرست پرس) | nil    |